# Kushanshah

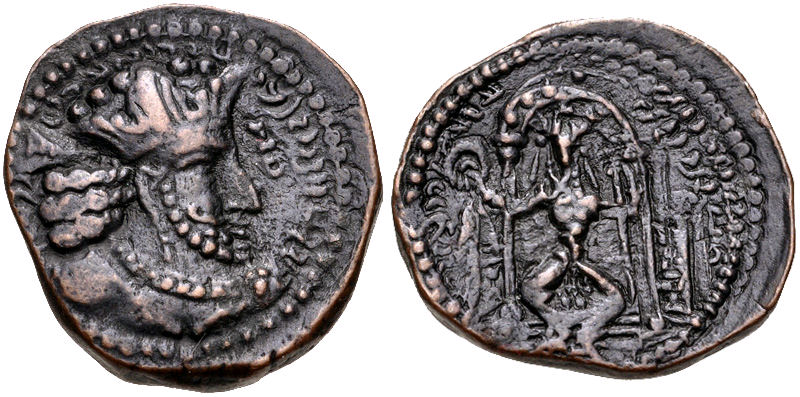
Gobernante kushano-sasánida Ardashir I Kushanshah, circa 230-250 EC. Ceca de Merv.

Kushanshah (bactriano: KΟÞANΟ ÞAΟ, Koshano Shao, pahlavi: Kwšan MLK Kushan Malik) fue el título de los gobernantes del Reino Kushano-Sasánida, las partes del antiguo imperio kushán en las áreas de Sogdiana, Bactria y Gandhara, llamadas Kushanshahr y en poder del imperio sasánida, durante los siglos III y IV de nuestra era. Se les conoce colectivamente como kushano-sasanos o indo-sasanos.
Los kushanshas acuñaron su propia moneda y tomaron el título de kushanshas, es decir, "reyes de los kushans". Esta administración continuó hasta el año 360 d. C. Los kushanshas son conocidos principalmente por sus monedas.
Parece que se produjo una rebelión de Hormizd I Kushanshah (277-286 d. C.), que emitió monedas con el título Kushanshah (KΟÞANΟ ÞAΟNΟNΟ ÞAΟ "Rey de reyes de los kushanos"), contra el emperador contemporáneo Bahram II (276-293 d. C.) del Imperio sasánida, pero fracasó.
El título aparece por primera vez en la inscripción de Paikuli del sah sasánida Narseh, hacia el año 293, donde funcionaba como título para los gobernadores sasánidas de la parte oriental del imperio. El título también fue utilizado por la dinastía Kidarita, que fue el último reino en utilizarlo.

## Principales Kushanshahs
Los siguientes Kushanshahs fueron:
- Ardashir I Kushanshah (230-245)
- Peroz I Kushanshah (245-275)
- Hormizd I Kushanshah (275-300)
- Hormizd II Kushanshah (300-303)
- Peroz II Kushanshah (303-330)
- Varahran I Kushanshah (330-365)